# Оратів (село)
Ора́тів — село в Україні, в Оратівській селищній громаді Вінницького району Вінницької області. Розташоване за 12 км на захід від смт Оратів та за 1,5 км від автошляху Р17. В селі знаходиться залізнична станція Оратів. Населення становить 739 осіб (станом на 1 січня 2018 р.).

## Історія
Виникло як поселення при станції Оратів.
На початку XX ст., окрім залізничного вокзалу, збудованого 1890 року, тут було два двори, де мешкали 29 чоловіків (працювали на залізниці) і 5 жінок. При станції був готель, буфет і двір для приїжджих. Також були телеграф і пошта. До станції належав і хутір, що налічував 8 жителів, які займалися землеробством.
До революції 1917 року станція мала кілька вулиць і два млини, що належали місцевим євреям.
18 березня 1919 року, після відступу денікінців, частини Червоної Армії зайняли станцію Оратів. Встановлено радянську владу. Населення почало відбудову приміщення вокзалу і залізничної колії.
У 30-х роках було відкрито початкову школу, першим директором якої була Валентина Юріївна Пахолко. Тоді ж було створено машинно-тракторну станцію (МТС). У 1940 році МТС уже налічувала 100 тракторів, десятки одиниць іншої сільськогосподарської техніки і обслуговувала навколишні господарства.
У липні 1941 року станцію Оратів захопили німецько-фашистські загарбники. Три роки село було в окупації. Жителів евакуювали в Сологубівку. В лютому 1944 року в районі залізничної станції точились запеклі бої. Звільнили станцію Оратів 11 березня 1944 року. 192 воїни загинули, визволяючи село, поховані в братській могилі. 
У період відновлення Оратівського району село стало промисловим центром. Було створено ряд підприємств. Серед них: райсільгосптехніка, райсільгоспхімія, райагроспецпостач. На базі структури «Заготзерно», що діяла на станції ще у 30-х роках, утворено хлібоприймальне підприємство.
В 1983 році було збудовано дитячий садок на 90 місць, три житлових будинки для працівників місцевих організацій.
23 лютого 1987 року в селі Оратів була утворена сільська рада, до якої віднесено частини територій Лопатинської, Стрижаківської, Яблуновицької та Чагівської сільських рад. Першим головою сільської ради була обрана Ольга Миколаївна Стадник.
12 червня 2020 року, відповідно розпорядження Кабінету Міністрів України № 707-р «Про визначення адміністративних центрів та затвердження територій територіальних громад Вінницької області», село увійшло до складу Оратівської селищної громади.
19 липня 2020 року, в результаті адміністративно-територіальної реформи та ліквідації Оратівського району, село увійшло до складу Вінницького району.

## Галерея

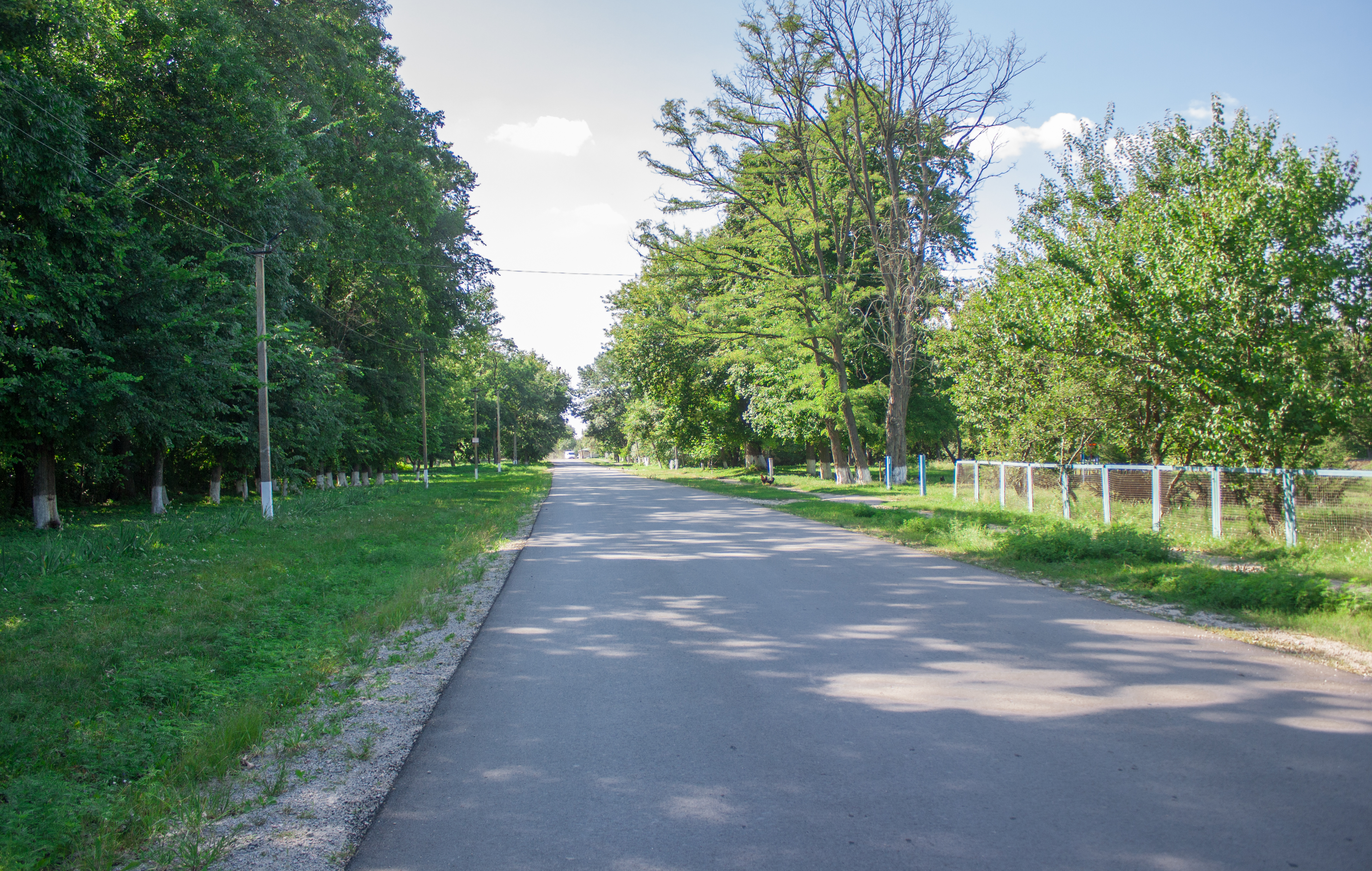
Вулиця Миру
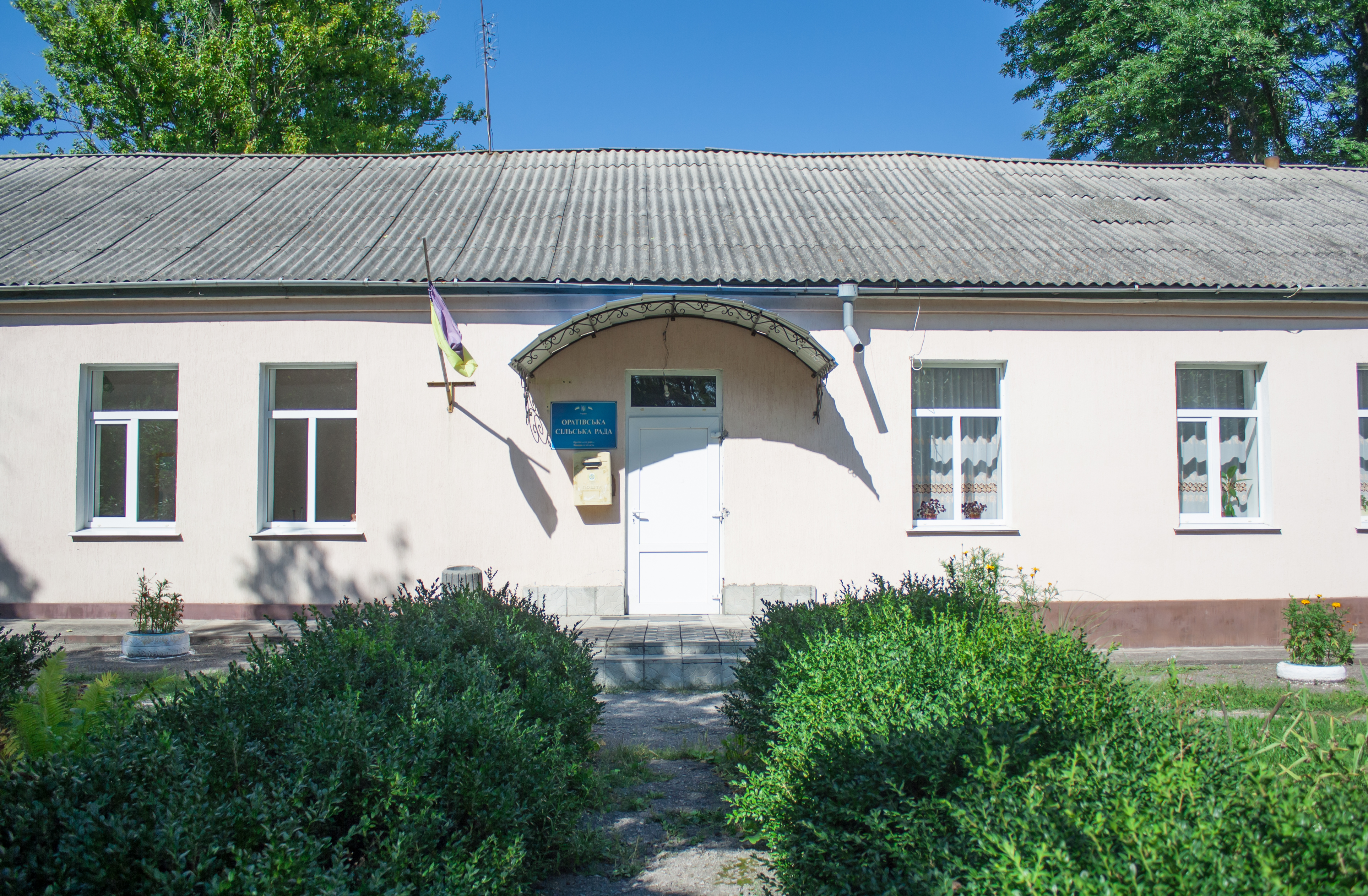
Сільська рада
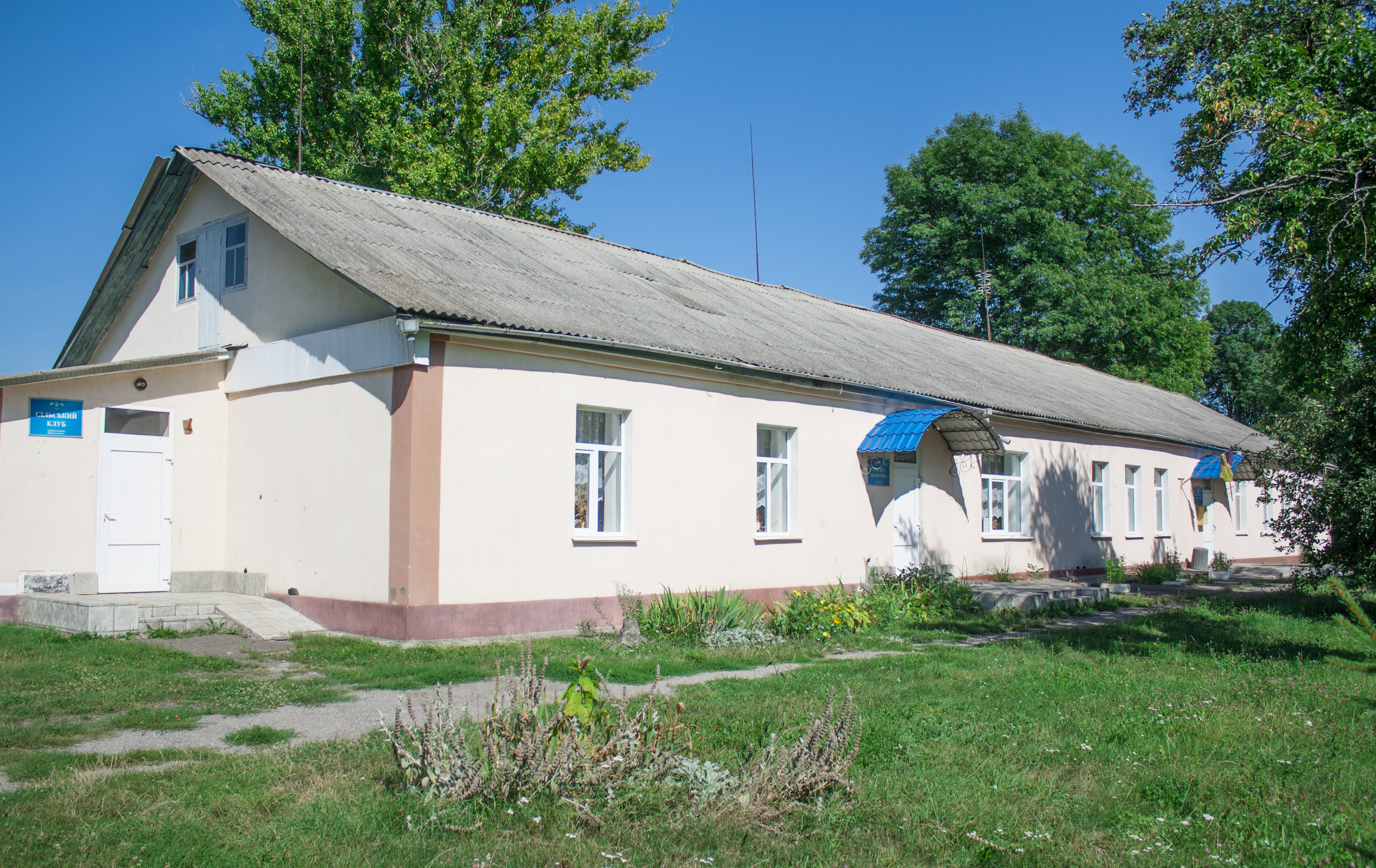
Клуб і бібліотека
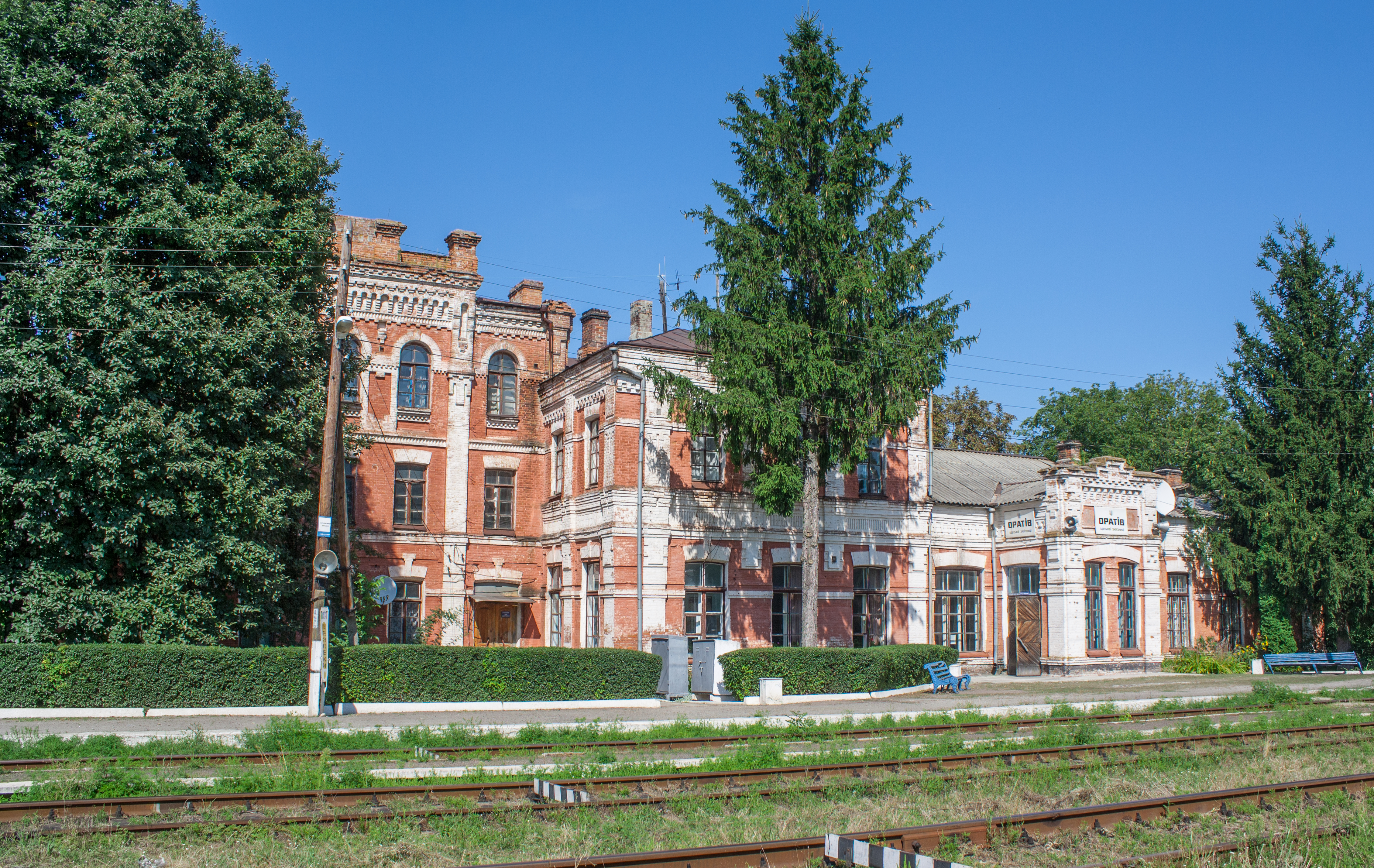
Залізнична станція Оратів (1890 р.)
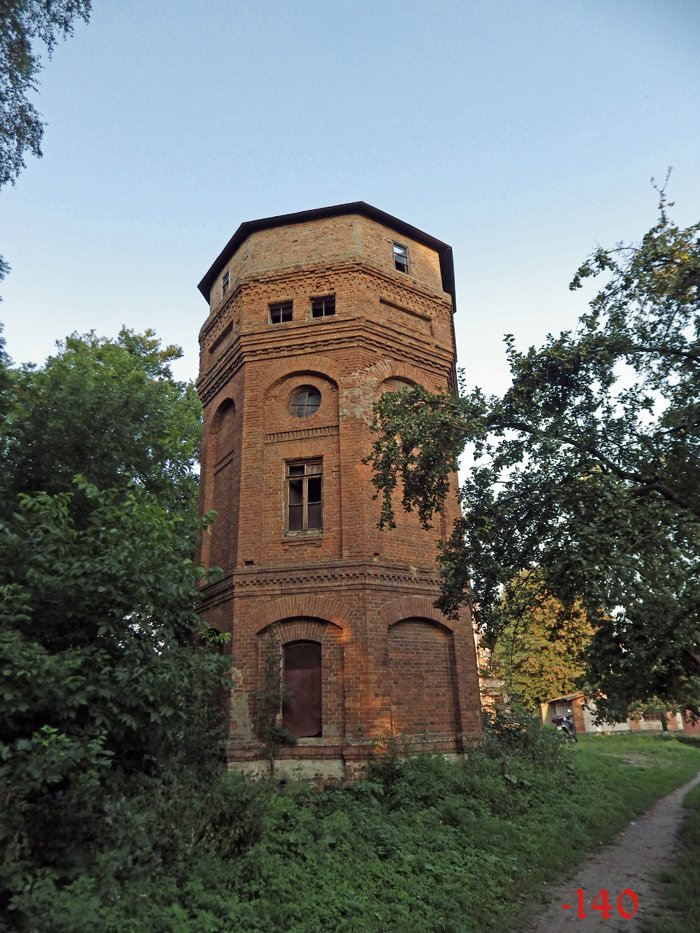
Водонапірна башта
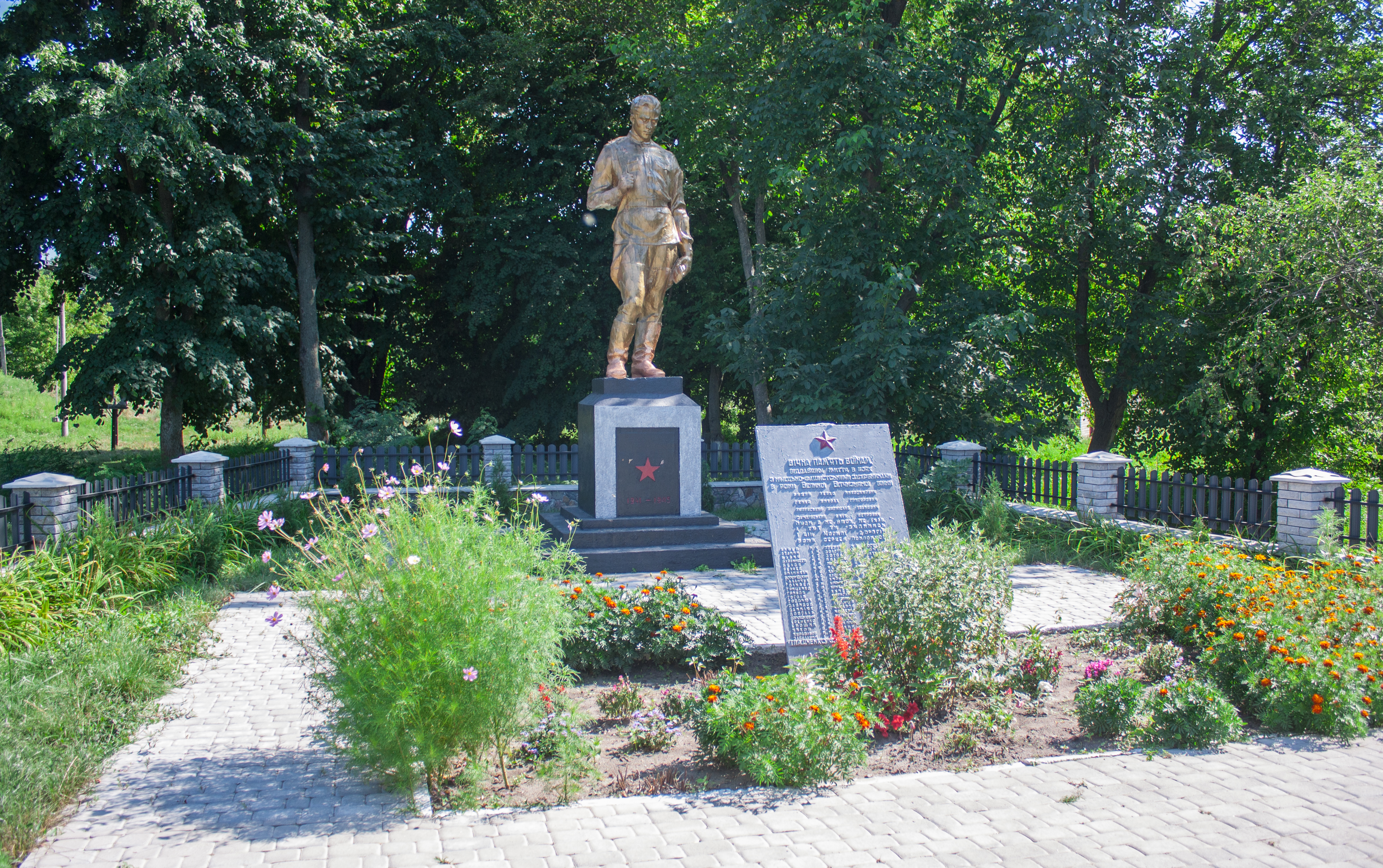
Братська могила радянських воїнів